# کورنول، کالیفرنیا
کورنول (به انگلیسی: Cornwell) یک منطقهٔ مسکونی در ایالات متحده آمریکا است که در شهرستان کینگز، کالیفرنیا واقع شده‌است. کورنول ۷۴ متر بالاتر از سطح دریا واقع شده‌است.